# Compagnia navarrese
La Compagnia navarrese fu una compagnia di ventura, composta prevalentemente da navarresi e da guasconi, che combatté in Grecia durante la fine del XIV secolo e l'inizio del XV, nel crepuscolo del potere franco e nel decadimento di ciò che era rimasto dell'Impero Latino.

## Origini
La prima compagnia navarrese fu costituita da Carlo II di Navarra, detto Carlo il Malvagio, contro Carlo V, re di Francia. Nel 1366, dopo che era stata conclusa la pace fra i due, i mercenari furono organizzati in un vero e proprio esercito da Luigi di Beaumont, conte di Beaumont-le-Roger (1341 – 1372?), fratello di Carlo II, divenuto Duca di Durazzo per aver sposato Giovanna, duchessa di Durazzo. Il fratello Carlo incoraggiò i suoi sforzi per la riconquista del Regno di Albania e lo aiutò con un contributo di 50.000 ducati.

Nel 1372 I ranghi navarresi aumentarono con il reclutamento di Enguerrand VII di Coucy e della sua forza composta da 500 lance ed altrettanti arcieri a cavallo, in gran parte guasconi. La forza militare si raggruppò inizialmente a Napoli. Negli anni 1375 ed 1376 molti navarresi si arruolarono raggiungendo con propri mezzi il grosso della truppa in Albania Il numero totale di coloro che lasciarono Tortosa fra il febbraio 1375 ed il giugno 1376 fu di circa un migliaio. Essi venivano pagati trenta fiorini aragonesi d'oro al mese.
Nel 1376 Luigi di Beaumont con la sua compagnia conquistò Durazzo, ristabilendo così il Regno di Albania Luigi morì in quello stesso anno, lasciando la compagnia senza incarichi. I suoi componenti si misero quindi al servizio di Pietro IV d'Aragona agli inizi del 1377 e si strutturarono in quattro compagnie di soldati al comando dei capitani: i guasconi Mahiot di Coquerell e Pedro de la Saga ed i navarresi Giovanni da Urtubia e Guardo.

## Morea

Arma del Principato di Acaia

I navarresi entrarono in Morea nella primavera o ad inizio estate del 1378, alcuni su invito di Gaucher de La Bastide, ospitaliere priore di Tolosa e comandante nel Principato di Acaia, mentre altri, probabilmente arruolati da Nerio I Acciaioli. Gaucher ingaggiò Mahiot ed il resto della compagnia per otto mesi, durante la prigionia del Gran Maestro degli Ospitalieri, Juan Fernández de Heredia.
Nel frattempo Giovanni da Uturbia era a Corinto con più di 100 soldati.
Dopo aver cessato il servizio per gli ospitalieri la Compagnia si alleò con Giacomo di Baux, l'ultimo pretendente di Acaia: in effetti Mahiot ed i navarresi governavano già di fatto la Morea sotto gli auspici di quest'ultimo.
Nel 1379 Urtubia, con il grosso della forza, invase la Beozia e saccheggiò Tebe, allora sotto il controllo della Compagnia Catalana,. A questo punto la Compagnia Navarrese assunse un altro ruolo. Alcuni di coloro che avevano prestato servizio sotto l'Uturbia rimasero ancora con il Mahiot in Morea. La compagnia si organizzò come un potere vicereale in Acaia sotto i comandanti Mahiot, Pedro Bordo de San Superano e Berardo di Varvassa. Per i due anni successivi i navarresi governarono l'Acaia.
Allorché Giacomo di Baux successe nel titolo imperiale di Costantinopoli, i navarresi ricevettero a loro volta titoli imperiali per confermare i loro diritti in Acaia. Alla morte di Giacomo (1383), i navarresi divennero i regnanti della Grecia franca e la responsabilità di riorganizzare lo stato ed assicurare a questo un nuovo sovrano divenne loro.
Mentre i navarresi si rifiutavano di riconoscere gli eredi di Giacomo senza prove convincenti, rimasero loro i signori di Acaia e fu loro assegnato il compito dai baroni del regno di negoziare il trattato del 26 luglio 1387 con la repubblica di Venezia. Nel 1386, Pedro de San Superano successe a Mahiot come capo della compagnia.